# Gremlin Industries
Pour les articles homonymes, voir Gremlin (homonymie).
Ne doit pas être confondu avec Gremlin Graphics Software.
Gremlin Industries (ou Gremlin) était une entreprise américaine de jeux d'arcade fondée en 1971 par Harry Frank Fogleman et Carl E Grindle, et disparue en 1983. Créée sous la forme d'une société d'ingénierie sous contrat, elle se lance dans le secteur arcade en 1973 avec premier jeu intitulé a Play Ball. Gremlin rejoint le marché du jeu vidéo en 1976 en publiant son premier jeu d'arcade intitulé Blockade (en),.
En 1978, Gremlin est racheté par Sega Enterprises Inc., les jeux portent alors le label Gremlin-Sega ou Sega-Gremlin. Gremlin distribue alors des jeux Sega en Amérique du Nord, et d'autres sociétés japonaises, comme Gee Bee de Namco  en 1978 et Frogger de Konami en 1981.
En 1982, la société est renommée Sega Electronics, afin de renforcer la marque Sega aux États-Unis. Au milieu de 1983, les actifs d'arcade de la société sont vendus à Bally Manufacturing et Sega Electronics est fermé peu de temps après.

## Jeux vidéo
1976
- Blockade (en)

1977
- Safari
- Super Bowl
- Comotion
- Depthcharge
- Hustle

1978
- Gee Bee (licence Namco)
- Blasto
- Frogs

1979
- Deep Scan
- Fortress
- Head On
- Head On 2
- Invinco!

1980
- Astro Fighter
- Digger
- Monaco GP
- Moon Cresta (licence Nichibutsu)
- Space Firebird (licence Nintendo)
- Super Moon Cresta (licence Nichibutsu)
- Carnival

1981
- Astro Blaster
- Eliminator
- Frogger (licence Konami)
- Pulsar
- Space Fury
- Space Odyssey
- 005

1982
- Zaxxon